# Fumi Yoshinaga
よしなが ふみ
Œuvres principales
Première œuvre : Tsuki to Sandaru
Autres ouvrages :
- All my darling daughters
- Le Pavillon des hommes

Fumi Yoshinaga (よしなが ふみ, Yoshinaga Fumi) est une mangaka japonaise née le 20 octobre 1971 à Tōkyō au Japon. Dessinatrice et scénariste, Fumi Yoshinaga est spécialisée dans les mangas de type shōjo, shōnen-ai et yaoi.

## Biographie
Après des études à l'Université Keiō à Tōkyō au Japon, Fumi Yoshinaga commence sa carrière de mangaka en 1994 par la publication de la série Tsuki to Sandaru (月とサンダル) dans le magazine japonais Hanaoto spécialisé dans les histoires romantiques entre hommes (yaoi).

## Œuvres

### One shots
- 1996 : Shitsuji no Bunzai (執事の分際?)
- 1997 : Honto ni Yasashii (本当に、やさしい。?), Biblos
- 1998 : Sorufeeju (ソルフェージュ?), Hōbunsha
- 1998 : Kodomo no Taion (こどもの体温?), Shinshokan
- 1999 : Ai towa Yoru ni Kizuku Mono (愛とは夜に気付くもの?), Biblos
- 1999 : Kare wa Hanazono de Yume wo Miru (彼は花園で夢を見る?), Wings, Shinshokan
- 2002 : All my darling daughters (愛すべき娘たち, Ai Subeki Musumetachi?), Melody, Hakusensha, publié en France chez Casterman (collection Sakka) en 2006.
- 2004 : Sore wo Ittara Oshimai yo (それを言ったらおしまいよ?), Ohta Publishing
- 2005 : Ai ga Nakute mo Kutte Yukemasu (愛がなくても喰ってゆけます。?), Manga Erotics F, Ohta Publishing
- 2023 : Tamaki & Amane (環と周?), Cocohana, Shueisha (publié en France chez Soleil Manga en 2025).

### Séries
- 1994 : Tsuki to Sandaru (月とサンダル?), 2 volumes, Hanaoto, Hōbunsha
- 1996-1997 : Ichigenme wa Yaruki no Minpō (1限めはやる気の民法?), 2 volumes, Biblos
- 1999-2002 : Antique Bakery (西洋骨董洋菓子店, Seiyō Kotto Yōgashiten?), 4 volumes, Wings, Shinshokan
- 2000-? : Gerard & Jacques (ジェラールとジャック, Gerard to Jacques?), 2 volumes, Biblos
- 2004-2007 : Furawā obu Raifu (フラワー・オブ・ライフ?), 4 volumes, Wings, Shinshokan
- 2005-2021 : Le Pavillon des hommes (大奥, Ōoku?), 19 volumes, Melody, Hakusensha (publié en France chez Kana entre 2009 et 2022)
- 2007-en cours : What Did You Eat Yesterday ? (きのう何食べた？, Kinō Nani Tabeta??), 7 volumes, Morning, Kōdansha (publié en France chez Soleil Manga à partir de 2024).
- 2024-en cours: Talent (タレント, Talent?), Cocohana.

### Dōjinshi
- 2000 : Antique Bakery dj - Kanari Hitodenashi (かなり人でなし?)
- 2001 : Antique Bakery dj - Hatsukoi (初恋?)
- 2001 : Antique Bakery dj - Ono wa Chuubō de Yume wo Miru (小野は厨房で夢を見る?)
- 2002 : Antique Bakery dj - Neko to Oji-san (猫とおじさん?)
- 2002 : Antique Bakery dj - Kōzuka no Ehon (好事家の絵本?)
- 2002 : Antique Bakery dj - Eien wa Arimasu ka? (永遠はありますか？?)
- 2003 : Antique Bakery dj - Akuma no Yōna Otoko (悪魔のような男?)
- 2003 : Antique Bakery dj - Aoi Tori
- 2004 : Antique Bakery dj - Tameiki wo Tsukinagara (ため息をつきながら?)
- 2004 : Antique Bakery dj - Boku no Taisetsuna Hito
- 2005 : Antique Bakery dj - Tanabata no Yoru (七夕の夜?)
- 2005 : Antique Bakery dj - Soshite Kakumo Heion na Hibi
- 2006 : Antique Bakery dj - Tachibana to Iu Otoko
- 2006 : Antique Bakery dj - Sotto Shiteoite

### Illustrations

#### Shōnen-ai
- Garasu Zaiku no Tenshi (硝子細工の天使?)
- Kono Ame ga Yuki ni Kawaru Made (この雨が雪にかわるまで?)
- Baby Love (ベイビィラヴ?)
- Position (ポジション?)
- Innocent Sky (イノセント・スカイ?)
- Saginuma Yakkyoku de... (サギヌマ薬局で…?)
- Second Messenger (セカンドメッセンジャー?)
- Hanayakana Meikyū (華やかな迷宮?)
- Itsutsu no Oto (五つの音?)
- Kamakura saryō koimonogatari (鎌倉茶寮恋物語?)
- Usotsuki no Koi (嘘ツキの恋?)
- Muzai Sekai (無罪世界?)

#### Autres
- Manga wa Ima Dōnatte Oru no ka (マンガは今どうなっておるのか?), ouvrage sur le manga par Fusanosuke Natsume
- Kore ga Watashitachi no DVD Best Selection 70 (これがワタシたちのDVDベストセレクション70?)
- Motto! Kore ga Watashitachi no DVD Best Selection 70 (もっと！これがワタシたちのDVDベストセレクション70?)
- Unmeironsha Jyakku to Sono Aruji (運命論者ジャックとその主人?), nouvelle édition japonaise de Jacques le fataliste et son maître de Denis Diderot
- Ano hito to Koko Dake no Oshaberi (あのひととここだけのおしゃべり?), interviews de mangakas

## Récompenses
- Antique Bakery a remporté le Prix du manga Kōdansha dans la catégorie shōjo en 2002[2].
- All My Darling Daughters a été sélectionné comme recommandation du jury au Japan Media Arts Festival en 2004[3].
- Le Pavillon des hommes a remporté un prix spécial du jury au prix Sense of Gender de la Japanese Association of Feminist Science Fiction and Fantasy (Association japonaise de science-fiction et de fantastique féministe) en 2005[4].
- Le Pavillon des hommes a remporté le prix d'excellence au Japan Media Arts Festival en 2006[5].
- Antique Bakery a été nommé au Will Eisner Award en 2007 dans la nouvelle catégorie « Meilleur album ou meilleure série japonaise » (Best U.S. Edition of International Material - Japan)[6].
- Les volumes 1, 2 et 3 du manga Furawā obu Raifu ont été inclus dans la liste des meilleurs romans graphiques des adolescents (Great Graphic Novels for Teens) de Yalsa en 2008[7].
- Le Pavillon des hommes, Furawā obu Raifu et What Did You Eat Yesterday ? sont nommés au Manga Taisho Award en janvier 2008[8].
- Fumi Yoshinaga a été nommé pour le prix du meilleur auteur/artiste au Will Eisner Award en avril 2008[9].
- Le Pavillon des hommes a remporté le « Grand prix » au 13e Prix culturel Osamu Tezuka en avril 2009[10]. Le manga faisait déjà partie de la sélection lors des précédentes éditions de 2007[11] et 2008[12]. La série a également remporté le prix Shōgakukan dans la catégorie Shōjo en 2011[13].
- Les volumes 1 et 2 du manga Le Pavillon des hommes ont remporté en 2009 le Prix James Tiptree, Jr.[14].